# João Francisco da Cruz
João Francisco da Cruz (Sintra, Belas, Agualva - ?) foi um negociante português, de família que se enobreceu no século XVIII, e que foi Deputado da Junta da Companhia Geral de Comércio do Grão-Pará e Maranhão e Escrivão do Terreiro Público por nomeação do Senado da Câmara de Lisboa.

## Família
Filho de João Francisco, natural e que viveu no lugar da Igreja Nova, antigo termo de Sintra, e de sua mulher Brízida Francisca, do lugar de Agualva, freguesia de Belas, no mesmo Concelho de Sintra.

## Biografia
Foi oficial de marceneiro com loja aberta e Industrial em Lisboa, onde morou às Portas de Santa Catarina, por influência dum filho Padre foi Deputado da Junta da Companhia Geral de Comércio do Grão-Pará e Maranhão e Escrivão do Terreiro Público por nomeação do Senado da Câmara de Lisboa com todos os mais empregos da sua inspeção nas pessoas da Casa dos Vinte e Quatro.

## Casamento e descendência
Casou com Joana Maria de Sousa, de Vila Franca de Xira, filha de António Gomes e de sua mulher Domingas Antunes, de quem teve quatro filhos e duas filhas: 
- António José da Cruz
- José Francisco da Cruz Alagoa, 1.º Senhor do Morgado da Alagoa
- Joaquim Inácio da Cruz Sobral, 1.º Senhor do Morgado de Sobral de Monte Agraço
- Anselmo José da Cruz Sobral, 2.º Senhor do Morgado de Sobral de Monte Agraço
- Teresa Perpétua da Cruz, Freira Professa no Convento de Chelas
- ... da Cruz, Freira Professa no Convento de Chelas